# Frank Høj
Pour les articles homonymes, voir Høj.
Frank Høj est un coureur cycliste danois né le 4 janvier 1973 à Holte. Professionnel de 1995 à 2010, il a notamment remporté le championnat du Danemark sur route 1998.

## Carrière
Frank Høj est passé professionnel en 1995 au sein de l'équipe Collstrop. Il est spécialiste des courses pavés, terminant huitième du Tour des Flandres et dixième de Paris-Roubaix en 2004. Il prend sa retraite sportive à la fin de la saison 2010.
En juillet 2015, Høj admet s'être dopé à l'EPO durant sa carrière. Il déclare l'avoir fait au début de sa carrière et avoir arrêté après le déclenchement de l'affaire Festina en 1998.

## Palmarès

### Palmarès amateur
- 1989
  - 3e du championnat du Danemark de poursuite par équipes juniors
- 1990
  - Champion des Pays nordiques sur route juniors
  - 3e du championnat du Danemark du contre-la-montre juniors
  - 3e du championnat du Danemark de poursuite par équipes juniors
  - 3e du championnat du Danemark de course aux points juniors
- 1991
  -  Champion du Danemark du contre-la-montre juniors
- 1992
  - 2e du championnat du Danemark du contre-la-montre par équipes
- 1993
  - 1re étape de la Milk Race
  - 2e du championnat des Pays nordiques sur route
- 1994
  - 3e étape du Circuit franco-belge
  - Zellik-Galmaarden
  - Circuit du Westhoek
  - 2e de Gand-Wervik
  - 3e de Bruxelles-Opwijk
  - 3e de De Drie Zustersteden

### Palmarès professionnel
| - 1995 - 3e étape du Tour de Slovénie - 5e étape du Tour de l'Avenir - 2e du Circuit des Ardennes flamandes - Ichtegem - 1996 - 2e de la Ruddervoorde Koerse - 3e du Circuit franco-belge - 1997 - Grand Prix de la ville de Zottegem - Omloop van de Westkust - 2e du Grand Prix Aarhus - 3e du Grand Prix Jef Scherens - 3e du Grand Prix Herning - 3e de la Gullegem Koerse - 1998 - Champion du Danemark sur route - Veenendaal-Veenendaal - Circuit franco-belge - Circuit du Pays de Waes - Grand Prix du 1er mai - Prix d'honneur Vic De Bruyne - 2e du Grand Prix d'Isbergues - 2e de la Gullegem Koerse - 3e de Bruxelles-Ingooigem - 2000 - Le Samyn - 2e de Paris-Bruxelles - 6e de la course en ligne des Jeux olympiques | - 2002 - 2e du Circuit Het Volk - 2003 - Grand Prix Herning - 2e du Tour de Saxe - 2004 - Grand Prix Herning - 2e du championnat de Danemark du contre-la-montre - 8e du Tour des Flandres - 8e de la course en ligne des Jeux olympiques - 10e de Paris-Roubaix - 2005 - 3e étape du Circuit franco-belge - 2006 - 7e de Paris-Tours - 2008 - 2e du championnat du Danemark du contre-la-montre - 3e du championnat du Danemark sur route |  |

## Résultats sur les grands tours

### Tour de France
1 participation
- 2000 : 100e

### Tour d'Italie
3 participations
- 2002 : 107e
- 2003 : abandon
- 2005 : 152e

### Tour d'Espagne
3 participations
- 1999 : 97e
- 2001 : 128e
- 2004 : 112e

## Récompenses
- Cycliste danois de l'année en 2000